# Micky Lee Soule
Micky Lee Soule (Cortland, 6 giugno 1946) è un tastierista statunitense noto per avere fatto parte degli Elf e della primissima formazione dei Rainbow di Ritchie Blackmore.

## Biografia
Nel 1968 entra a far parte della band The Elves, in seguito denominata Elf, quando il tastierista originale Doug Thaler lascia la band dopo un incidente stradale in cui era rimasto ferito e in cui il chitarrista originale del gruppo, Nick Pantas, aveva perso la vita.
Con gli Elf si ritroverà ad aprire spesso per i Deep Purple, legame testimoniato anche dal contributo di Glover e Paice alla realizzazione dei loro tre album.
Nell'estate del 1974 si ritrova cooptato con il resto degli Elf - eccettuato il chitarrista, naturalmente - nella realizzazione di un ipotizzato singolo da solista di Ritchie Blackmore, situazione che evolverà un anno dopo nell'abbandono dei Deep Purple da parte di Ritchie per fondare i Rainbow con i nuovi compagni di viaggio. Dopo la registrazione del primo album della band il chitarrista licenzia però Gruber e Driscoll, avendoli giudicati inadeguati. Soule, un po' per solidarietà e un po' in quanto consapevole di non rispondere appieno alle esigenze e al gusto del chitarrista, rassegna a questo punto le dimissioni, dichiarando di avere semplicemente anticipato di poco il proprio licenziamento.
Continua comunque a orbitare attorno alla Purple Records, sia prendendo parte -anche come compositore e vocalist- ai primi lavori solisti di Roger Glover che integrando la Ian Gillan Band in occasione del suo primo tour europeo. Il musicista abbandona quindi l'industria musicale per un ventennio, dedicandosi alla recitazione e alla regia teatrale, finché un giorno, nel corso di una amichevole rimpatriata con i Deep Purple, non gli viene proposto di accompagnare per qualche mese la band come tecnico personale di Jon Lord.
Quella che doveva essere una soluzione d'emergenza si trasformerà in una lunga collaborazione: Micky assisterà Jon Lord, e dopo il ritiro di questi Roger Glover, ritrovandosi coinvolto in diversi lavori solisti di Gillan e Glover.
Del 2013, invece, un EP realizzato con l'amico Dave Salce, Pet Wounds.

## Discografia

### Con gli Elf
- 1972 - Elf
- 1974 - Carolina County Ball
- 1975 - Trying to Burn the Sun

### Con i Rainbow
- 1975 – Ritchie Blackmore's Rainbow

### Con Roger Glover
- 1974 - The Butterfly Ball and the Grasshopper's Feast
- 1978 -  Elements
- 2002 - Snapshot

### Con Ian Gillan
- 2006 - Gillan's Inn